# クラスノヤルスク旅客駅
クラスノヤルスク旅客駅（クラスノヤルスクりょきゃくえき、Станция Красноярск-Пассажирский）は、ロシア連邦クラスノヤルスク地方のクラスノヤルスクにある鉄道駅である。

## 概要
ロシア鉄道クラスノヤルスク鉄道支社の拠点駅である。モスクワから4,098 kmの地点に位置する。

## 歴史
クラスノヤルスクに最初の鉄道が到達したのは1895年12月6日のことである。初代の駅舎は1895年に建築家ニコライ・サロヴョフによって建てられた。2代目の駅舎は1961年に、3代目の駅舎は2003年に建てられた。

## 長距離列車
- 2016年7月現在

### 通年運行
| 列車番号                   | 運行区間                                | 列車番号                   | 運行区間                                |
| -------------------------- | --------------------------------------- | -------------------------- | --------------------------------------- |
| 1（ロシア号）              | ウラジオストク - モスクワ               | 2（ロシア号）              | モスクワ - ウラジオストク               |
| 3                          | 北京 - モスクワ                         | 4                          | モスクワ - 北京                         |
| 5                          | ウランバートル - モスクワ               | 6                          | モスクワ - ウランバートル               |
| 7                          | ウラジオストク - ノヴォシビルスク       | 8                          | ノヴォシビルスク - ウラジオストク       |
| 11                         | チタ - チェリャビンスク                 | 12                         | チェリャビンスク - チタ                 |
| 19（ボストーク号）         | 北京 - モスクワ                         | 20（ボストーク号）         | モスクワ - 北京                         |
| 43                         | ハバロフスク - モスクワ                 | 44                         | モスクワ - ハバロフスク                 |
| 55（エニセイ号）           | クラスノヤルスク - モスクワ             | 56（エニセイ号）           | モスクワ - クラスノヤルスク             |
| 57                         | イルクーツク - キスロヴォツク           | 58                         | キスロヴォツク - イルクーツク           |
| 69                         | チタ - モスクワ                         | 70                         | モスクワ - チタ                         |
| 75                         | ネリュングリ — モスクワ                 | 76                         | モスクワ - ネリュングリ                 |
| 77                         | ネリュングリ - ノヴォシビルスク         | 78                         | ノヴォシビルスク - ネリュングリ         |
| 81                         | ウラン・ウデ - モスクワ                 | 82                         | モスクワ - ウラン・ウデ                 |
| 85（クラスヌィ・ヤール号） | クラスノヤルスク - ノヴォシビルスク     | 86（クラスヌィ・ヤール号） | ノヴォシビルスク - クラスノヤルスク     |
| 91                         | セヴェロバイカリスク - モスクワ         | 92                         | モスクワ - セヴェロバイカリスク         |
| 97                         | ティンダ - キスロヴォツク               | 98                         | キスロヴォツク - ティンダ               |
| 99                         | ウラジオストク - モスクワ               | 100                        | モスクワ - ウラジオストク               |
| 107                        | ウラジオストク - ノヴォクズネツク       | 108                        | ノヴォクズネツク - ウラジオストク       |
| 123                        | アバカン - クラスノヤルスク             | 124                        | クラスノヤルスク - アバカン             |
| 127                        | クラスノヤルスク - アドレル             | 128                        | アドレル - クラスノヤルスク             |
| 129                        | クラスノヤルスク - アナパ               | 130                        | アナパ - クラスノヤルスク               |
| 133                        | ウラジオストク - ペンザ                 | 134                        | ペンザ - ウラジオストク                 |
| 347                        | セヴェロバイカリスク - クラスノヤルスク | 348                        | クラスノヤルスク - セヴェロバイカリスク |
| 605                        | カラブラ - クラスノヤルスク             | 606                        | クラスノヤルスク - カラブラ             |
| 615                        | カラブラ - クラスノヤルスク             | 616                        | クラスノヤルスク - カラブラ             |

### 季節運行
| 列車番号 | 運行区間                        | 列車番号 | 運行区間                        |
| -------- | ------------------------------- | -------- | ------------------------------- |
| 205      | イルクーツク - アナパ           | 206      | アナパ - イルクーツク           |
| 229      | セヴェロバイカリスク - アナパ   | 230      | アナパ — セヴェロバイカリスク   |
| 235      | ティンダ - アナパ               | 236      | アナパ - ティンダ               |
| 241      | イルクーツク - アドレル         | 242      | アドレル - イルクーツク         |
| 269      | チタ - アドレル                 | 270      | アドレル - チタ                 |
| 273      | セヴェロバイカリスク - アドレル | 274      | アドレル - セヴェロバイカリスク |

## 近郊列車
| 列車番号 | 運行区間                                  | 列車番号 | 運行区間                                  |
| -------- | ----------------------------------------- | -------- | ----------------------------------------- |
| 普通     | バザイハ - ゼレデエヴォ                   | 普通     | ゼレデエヴォ - バザイハ                   |
| 普通     | バザイハ - ケムチュク                     | 普通     | ケムチュク - バザイハ                     |
| 普通     | バザイハ - クラスノヤルスク               | 普通     | クラスノヤルスク - バザイハ               |
| 普通     | バザイハ - チェルノレチェンスカヤ         | 普通     | チェルノレチェンスカヤ - バザイハ         |
| 普通     | ジヴノゴルスク - クラスノヤルスク         | 普通     | クラスノヤルスク - ジヴノゴルスク         |
| 普通     | ザオジョールナヤ - クラスノヤルスク       | 普通     | クラスノヤルスク - ザオジョールナヤ       |
| 普通     | ズィコヴォ - ケムチュク                   | 普通     | ケムチュク - ズィコヴォ                   |
| 普通     | ズィコヴォ - クラスノヤルスク             | 普通     | クラスノヤルスク - ズィコヴォ             |
| 急行     | イランスカヤ - クラスノヤルスク           | 急行     | クラスノヤルスク - イランスカヤ           |
| 普通     | カマルチャガ - クラスノヤルスク           | 普通     | クラスノヤルスク - カマルチャガ           |
| 普通     | カマルチャガ - スネジュニツァ             | 普通     | スネジュニツァ - カマルチャガ             |
| 普通     | クラスノヤルスク - ゼレデエヴォ           | 普通     | ゼレデエヴォ - クラスノヤルスク           |
| 普通     | クラスノヤルスク - カチャ                 | 普通     | カチャ - クラスノヤルスク                 |
| 普通     | クラスノヤルスク - ケムチュク             | 普通     | ケムチュク - クラスノヤルスク             |
| 普通     | クラスノヤルスク - スネジュニツァ         | 普通     | スネジュニツァ - クラスノヤルスク         |
| 普通     | クラスノヤルスク - チェルノレチェンスカヤ | 普通     | チェルノレチェンスカヤ - クラスノヤルスク |
| 普通     | マナ - クラスノヤルスク                   | 普通     | クラスノヤルスク - マナ                   |
| 快速     | レショトゥイ - クラスノヤルスク           | 快速     | クラスノヤルスク - レショトゥイ           |
| 普通     | ソロキノ - クラスノヤルスク               | 普通     | クラスノヤルスク - ソロキノ               |
| 普通     | ウヤル - クラスノヤルスク                 | 普通     | クラスノヤルスク - ウヤル                 |